# Toti Dal Monte
Antonietta Meneghel (27. června 1893 Mogliano Veneto– 26. ledna 1975 Treviso) známá jako Toti Dal Monte, byla italskou sopranistkou a favoritkou Artura Toscaniniho.
Debutovala v La Scale, v sedmnácti letech jako Biancofiore v opeře Riccarda Zandonaie Francesca da Rimini. Stala se okamžitě úspěšnou. Její nejvýznamnější role byly Amina (v Belliniho La sonnambula), Lucia (v Donizettiho Lucia di Lammermoor) a Gilda (v Verdiho opeře Rigoletto). Nejznámější je pravděpodobně její ztvárnění Cio-cio-san (v Pucciniho Madama Butterfly).
Roku 1924 ji Nellie Melba angažovala jako hvězdu pro turné po Austrálii. Roku 1928, při své třetí návštěvě Austrálie se Dal Monte provdala za tenora Lomanta v Sydney.
Z operní scény odešla roku 1943. Pokračovala v divadelní práci a také hrála v několika filmech, z nichž nejznámější je pravděpodobně Anonimo veneziano, příběh o hudebníkovi La Fenice.
„La Toti“ zemřela v 81 letech na kardiovaskulární onemocnění.